# American Overseas Airlines
American Overseas Airlines (AOA) var ett amerikanskt flygbolag som existerade mellan 1945 och 1950.

## Historia
American Overseas Airlines bildades efter andra världskriget ur American Export Airlines (AEA). AEA ägdes av rederiet American Export Lines, men villkoret för att få tillstånd att flyga transatlantisk passagerartrafik var att rederiet sålde sin flygverksamhet. American Airlines köpte AEA för att slå sig in på den transatlantiska marknaden som dominerades av Pan Am. Köpet fullföljdes 5 juli 1945 och den första flyglinjen LaGuardia–Botwood–Shannon, men så snart AOA ersatt AEA:s slitna flygbåtar med Douglas C-54 Skymaster fick Gander ersätta Botwood som mellanlandningsplats. År 1948 hade flygnätet växt till att även omfatta Prestwick, Amsterdam, Frankfurt, Berlin, Keflavik, Oslo, Köpenhamn, Stockholm och Helsingfors.
Den 17 maj 1950 köptes American Overseas Airlines upp av Pan American World Airways. Civil Aeronautics Board (CAB) ville inte godkänna köpet av konkurrensskäl, men president Harry S. Truman körde över CAB och gav sitt godkännande.
| American airlines bjöd Hammarby modellflygklubb på en propagandatur över Stockholm i april 1948. |  | Fyra nyutexaminerade skandinaviska flygvärdinnor (tre danskor och en svenska) redo för sina första flygningar i tjänst till Helsingfors respektive Keflavik. |
| American airlines bjöd Hammarby modellflygklubb på en propagandatur över Stockholm i april 1948. |  | Fyra nyutexaminerade skandinaviska flygvärdinnor (tre danskor och en svenska) redo för sina första flygningar i tjänst till Helsingfors respektive Keflavik. |

## Flygplansflotta
Sikorsky VS-44
- Excambian (NC41881)
- Exeter (NC41882)

Douglas DC-3
- Helsinki (N25686)
- Nairobi (N90908)

Douglas C-54 Skymaster
- Flagship America (N90901)
- Flagship Frankfurt (N90902)
- Flagship Oslo (N90903)
- Flagship New England (N90904)
- Flagship Glasgow (N90905)
- Flagship Copenhagen (N90906)
- Flagship Keflavik (N90909)
- Flagship Shannon (N90910)
- Flagship Reykjavik (N90911)
- Flagship Washington (N90912)
- Flagship Amsterdam (N90913)
- Flagship Gander (N90915)

Lockheed Constellation
- Flagship Sweden (N90921)
- Flagship Denmark (N90922)
- Flagship Great Britain (N90923)
- Flagship Holland (N90924)
- Flagship America (N90925)
- Flagship Éire (N90926)
- Flagship Norway (N90927)

Boeing 377 Stratocruiser
- Flagship Scandinavia (N90941)
- Flagship Europe (N90942)
- Flagship Holland (N90943)
- Flagship Ireland (N90944)
- Flagship Norway (N90945)
- Flagship Sweden (N90946)
- Flagship Denmark (N90947)
- Flagship Scotland (N90948)